# A Journey to the Centre of the Earth
A Journey to the Centre of the Earth è un videogioco di avventura dinamica ambientato in un labirinto di caverne, ma non esplicitamente legato al romanzo Viaggio al centro della Terra nonostante la corrispondenza del titolo inglese, pubblicato nel 1984 per Commodore 64 dall'australiana OziSoft. La britannica CRL Group lo ripubblicò con il titolo Journey sulla copertina.

## Modalità di gioco
Il giocatore controlla un esploratore che, partendo dalla superficie, si avventura in un grande sistema di caverne alla ricerca di 11 tesori nascosti, l'ultimo dei quali si trova alla massima profondità, difeso da un troll. L'ambiente è un labirinto bidimensionale di cunicoli con visuale di lato e scorrimento in tutte le direzioni. Molti cunicoli sono piattaforme orizzontali, ma ci sono anche passaggi verticali e soffitti inclinati.
L'esploratore può camminare in orizzontale, arrampicarsi sui lati dei cunicoli verticali, e saltare in alto o in lungo a seconda della pressione breve o prolungata del pulsante. Si può anche aggrappare al volo alla parete mentre cade, se non ha ancora preso troppa velocità.
Le cadute eccessive causano la perdita di una vita e si possono incontrare molti altri pericoli letali al contatto, come pipistrelli vampiri, pozze acide, fiumi sotterranei, massi cadenti, draghi.
Sparsi nel labirinto si possono trovare vari tipi di oggetti utili da raccogliere, tra cui pistole per sparare ai pipistrelli, dinamite, pillole di ossigeno per attraversare l'acqua.
L'esploratore ha un inventario con spazio per 8 oggetti, rappresentati come icone nella parte bassa dello schermo. L'inventario si può anche visualizzare in una schermata a parte con descrizioni in inglese delle icone.
Con i tasti numerici e un cursore si può selezionare l'oggetto da tenere attualmente in mano, per utilizzarlo al momento giusto con il pulsante del joystick. Non è possibile saltare né arrampicarsi quando si ha un oggetto selezionato.
Ogni tesoro raccolto occupa temporaneamente un posto nell'inventario come gli altri oggetti e dev'essere depositato in superficie. In caso di perdita di una vita si riparte dalla superficie e si perdono anche gli oggetti attualmente nell'inventario, compresi eventuali tesori.
A inizio partita si può scegliere tra due diverse velocità del gioco.
La colonna sonora è basata su House of Fun dei Madness.